# Romano Scarpa
Romano Scarpa, född den 27 september 1927 i Venedig, Italien, död den 23 april 2005 i Málaga, Spanien, var en italiensk serieskapare. Han är idag ansedd som en av de mest framstående av skaparna av Disneyserier någonsin - i hemlandet Italien troligen den ende som kan mäta sig med Carl Barks i popularitet. Det är faktiskt rimligt att påstå att det inflytande som Barks hade över "Kalle Anka"-seriens utveckling i USA, samma inflytande hade Scarpa på serien i Italien.[källa behövs]
Innan han började ägna sig åt serietecknande på heltid drev han en animeringsstudio som gjorde reklam- och kortfilmer. Scarpa tecknade och skrev serier för den italienska, och senare även danska, seriefabriken under mer än 50 år (dubbelt så länge som Carl Barks), från 1953 ända fram till sin död 2005. Han skapade en stor mängd färgstarka karaktärer till både Kalle Ankas och Musse Piggs universum, varav många även slagit igenom i Sverige.
I Sverige har hans serier framför allt publicerats i Kalle Ankas Pocket, och hans för den svenska publiken mest kända skapelser torde vara Joakim von Ankas beundrarinna Gittan och Svarte Petters kumpan och flickvän Trudy.